# Кроу-Ривер (тауншип, Миннесота)
Кроу-Ривер (англ. Crow River) — тауншип в округе Стернс, Миннесота, США. На 2000 год его население составило 352 человека.

## География
По данным Бюро переписи населения США площадь тауншипа составляет 88,8 км², из которых 88,8 км² занимает суша, а 0,02 км² — вода (0,03 %).

## Демография
По данным переписи населения 2000 года здесь находились 352 человека, 115 домохозяйств и 99 семей.  Плотность населения —  4,0 чел./км². Расовый состав населения: 100,00 % белых.
Из 115 домохозяйств в 45,2 % воспитывались дети до 18 лет, в 75,7 % проживали супружеские пары, в 6,1 % проживали незамужние женщины и в 13,9 % домохозяйств проживали несемейные люди. 12,2 % домохозяйств состояли из одного человека, при том 3,5 % из — одиноких пожилых людей старше 65 лет. Средний размер домохозяйства — 3,06, а семьи — 3,32 человека.
33,5 % населения — младше 18 лет, 3,1 % — в возрасте от 18 до 24 лет, 29,5 % — от 25 до 44, 21,6 % — от 45 до 64, и 12,2 % — старше 65 лет. Средний возраст — 37 лет. На каждые 100 женщин приходилось 101,1 мужчин.  На каждые 100 женщин старше 18 приходилось 110,8 мужчин.
Средний годовой доход домохозяйства составлял 39 107 долларов, а средний годовой доход семьи —  39 000 долларов. Средний доход мужчин —  27 708  долларов, в то время как у женщин — 19 688. Доход на душу населения составил 13 765 долларов. За чертой бедности находились 13,3 % семей и 12,7 % всего населения тауншипа, из которых 20,7 % младше 18 и 7,1 % старше 65 лет.